# Królestwo Tamtych
Królestwo Tamtych (ang. The Other Kingdom) – amerykańsko-kanadyjski sitcom/serial fantasy stworzony przez Thomasa W. Lyncha. Premiera serialu miała miejsce 10 kwietnia 2016 na amerykańskim Nickelodeon i na kanadyjskim kanale Family Channel. W Polsce serial miał premierę 26 października 2016 na polskim Nickelodeon.

## Fabuła
Księżniczka Astral to następczyni tronu posiadająca magiczne moce. Sprawiają one, że jest wyjątkową nastolatką. Dziewczyna marzy jednak o normalnym życiu, co w jej zaczarowanym królestwie jest niemożliwe. Astral postanawia więc przeżyć niezapomnianą przygodę i rozpoczyna naukę w liceum. W nowej szkole ukrywa swoje nadprzyrodzone umiejętności. Astral jednak ma 90 dni na podjęcie decyzji, czy uratuje swoje królestwo, czy wybierze życie z nowymi przyjaciółmi.

## Obsada
Esther Zynn jako księżniczka Astral
Callan Potter jako Tristan
Celina Martin jako Morgan
Taylor Adams jako Devon
Josette Halpert jako Hailey
Martin Roach jako król Oberon
Tori Anderson jako królowa Titania
Alvina August jako Versitude
C.J. Byrd-Vassell jako Winston
Brett Donahue jako Peter Quince
Jeff Douglas jako Oswald
Matt Burns jako Brendoni
Torri Webster jako PeaseBlossom

## Spis odcinków
| Seria | Odcinki | Premiera serii   | Finał serii     | Premiera serii       | Finał serii       |
| ----- | ------- | ---------------- | --------------- | -------------------- | ----------------- |
| 1     | 20      | 10 kwietnia 2016 | 19 czerwca 2016 | 26 października 2016 | 18 listopada 2016 |